# Villa Berlingieri
La Villa Berlingieri (italien : Villino Berlingieri) est un édifice de Naples, situé via Petronio dans le Borgo Santa Lucia.

## Description
Le bâtiment a été conçu en 1911, sur commande du baron Anselmo Berlingieri, par Arturo Tricomi, architecte qui a également construit le bâtiment résidentiel au 27-39 de la via Santa Lucia et le Palazzo Santa Lucia, l'actuel siège de la Région de Campanie.
La villa, qui a été restaurée en 1992 et reconvertie en siège bancaire, est de style éclectique et comporte deux étages. La façade donnant sur la via Petronio est plutôt simple. La façade sur la via Nazario Sauro est construite dans le Style néo-Renaissance, caractérisé par la loggia centrale de l'arc.